# Дзевйонтка (Великопольське воєводство)
Дзевйонтка (пол. Dziewiątka) — село в Польщі, у гміні Кавенчин Турецького повіту Великопольського воєводства.
Населення — 190 осіб (2011).
У 1975—1998 роках село належало до Конінського воєводства.

## Демографія
Демографічна структура станом на 31 березня 2011 року:
|          | Загалом | Допрацездатний вік | Працездатний вік | Постпрацездатний вік |
| -------- | ------- | ------------------ | ---------------- | -------------------- |
| Чоловіки | 95      | 28                 | 61               | 6                    |
| Жінки    | 95      | 24                 | 51               | 20                   |
| Разом    | 190     | 52                 | 112              | 26                   |